# Anastasius I. (Astrik)

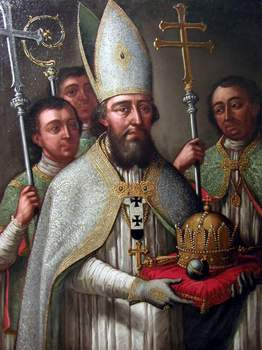
Astrik arcibiskup.

Svatý Anastasius I. (zvaný též Astrik, Astericus apod., kolem roku 955–1037 Ostřihom, Maďarské velkoknížectví) byl v letech 993–995 první opat břevnovského kláštera, později jako Astrik opat v Pannonhalmě, první arcibiskup kaločský a první arcibiskup ostřihomský. Podle některých je totožný i s Radlou, přítelem a průvodcem svatého Vojtěcha.

## Život a působení
Pokud lze Anastasia ztotožnit s Radlou, pocházel patrně z poddanské rodiny z Čech a podle Dvorníka byl etnicky Čech nebo (Bílý) Charvát. Doprovázel mladého Vojtěcha do Magdeburgu, kde v letech 971–982 společně studovali.
Stal se nejprve mnichem zřejmě v Břevnovském klášteře a přijal (řeholní?) jméno Anastasius, neboli Astrik. Doprovázel svatého Vojtěcha při jeho misijní práci mezi Čechy. Vojtěchovi se však nepodařilo upevnit svou pozici v Čechách, proto odešel z Prahy.
Astrik se stal knězem a roku 992 šel s bratrem Boleslava II. do Říma, aby Vojtěcha přemluvili k návratu. Jako první opat břevnovský je doložen od roku 993 pod jménem Anastasius.
Snad po vyvraždění Slavníkovců roku 995 odešel s mnichy do Uher, kde pomáhal misionářům při obracení Maďarů na víru. Podle Dvorníka je také možné, že nejprve odešel s pozůstalými Slavníkovci a jejich přáteli do Polska, kde ještě Vojtěch snad založil klášter v Miendzyrzeczi, a teprve pak do Uher.
Nejprve působil ve službách manželky uherského knížete Gejzy. V roce 997 se stal pod jménem Astricus prvním opatem benediktinského opatství sv. Martina v Pannonhalmě, první církevní instituce v Uhrách, založené Gejzou.  Poté působil jako diplomat krále Štěpána I., kterému roku 1000 u papeže Silvestra II. a u císaře Oty III. vyjednal královskou korunu a taktéž zřízení arcibiskupství v Kaloči, což byl mimořádný úspěch, a stal se prvním arcibiskupem v Uhrách.
Zemřel jako arcibiskup ostřihomský roku 1037 nebo 1036.

## Jiné teorie
Podle polských historiků mohl být v Uhrách činný Astricus totožný s polským opatem Astrikem z Třemešna u Hnězdna. Podle maďarských historiků mohl být uherský mnich a biskup Astrik dokonce původem Řek. To nevylučuje, že Řek Astrik byl na misionáře vyškolen v latinsko-řeckém klášteře na Aventinu v Římě, odkud roku 992 se šesti dalšími mnichy odešel do Břevnova a odtud následoval sv. Vojtěcha do Uher.